# Hemikalliapseudes makellus
Hemikalliapseudes makellus is een naaldkreeftjessoort uit de familie van de Kalliapseudidae. De wetenschappelijke naam van de soort is voor het eerst geldig gepubliceerd in 2003 door Bamber.